# Avicularia purpurea
Avicularia purpurea är en spindelart som beskrevs av Kirk 1990. Avicularia purpurea ingår i släktet Avicularia och familjen fågelspindlar.
Artens utbredningsområde är Ecuador. Inga underarter finns listade.

## Bildgalleri

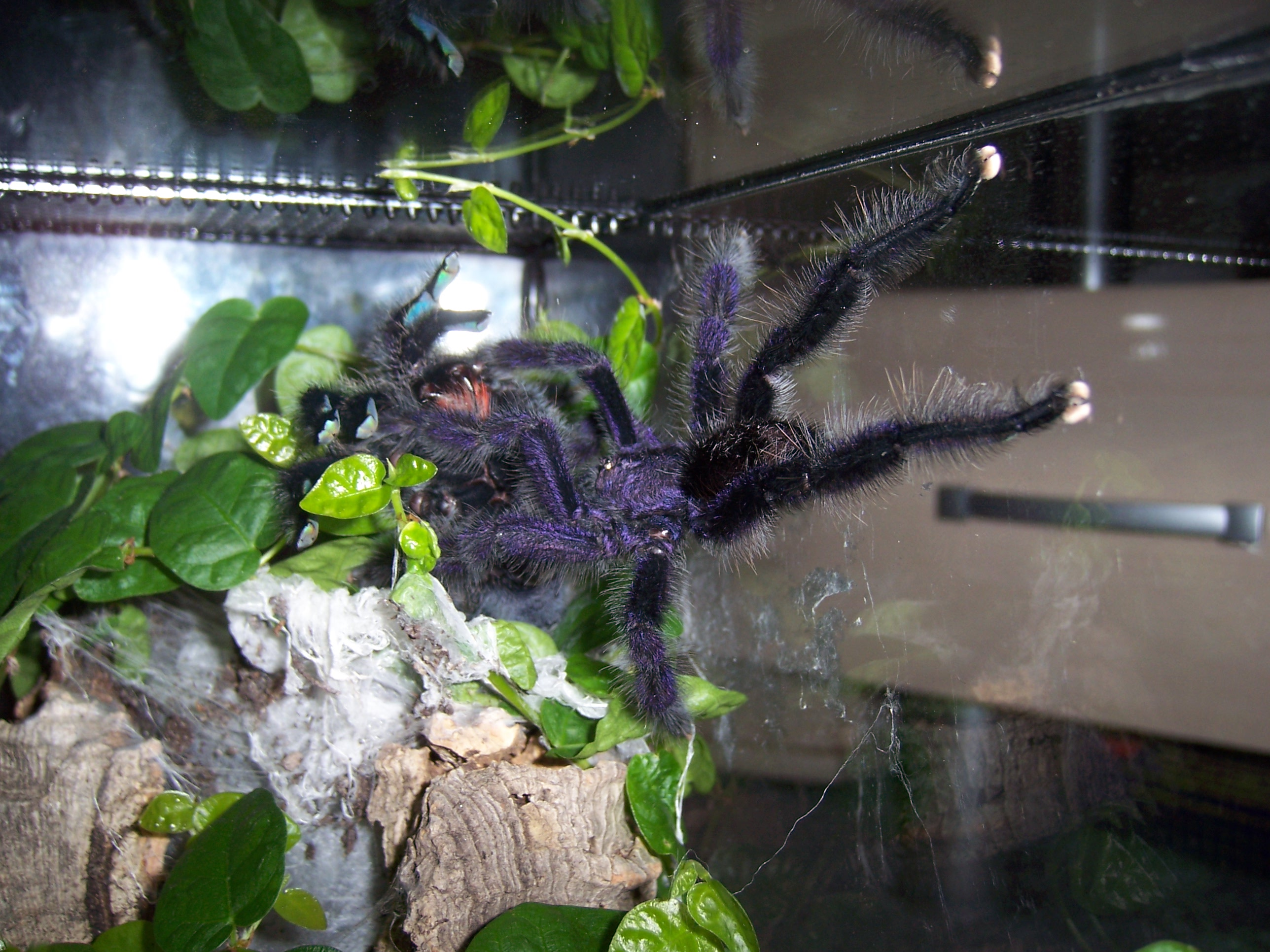